# Lillåkälen

Lillåkälen (äldre stavning Lillåtjälen), en lantbruksby i Umeå kommun, i Sävars socken vid Sävar, som ligger 6 km från Botsmark.